# Íránská hymna
Hymna Íránu je píseň Sorude Melli. Hudbu složil Hassan Riyahi a text napsal Aiadan Maroni.

## Historie
Tato hymna byla přijata v roce 1990, když nahradila hymnu Payandeh Bada Iran (پاینده بادا ایران), používanou v éře Ajátolláha Chomejního mezi lety 1980 až 1990.

## Text
| Perské písmo                        | Transkripce                               | Český překlad                                   |
| ----------------------------------- | ----------------------------------------- | ----------------------------------------------- |
| سر زد از افق مهر خاوران‎             | Sar zad az ofoq mehre xâvarân             | Nahoře na obzoru se tyčí východní slunce        |
| فروغ دیده‌ی حق‌باوران‎                 | Foruqe dideye haq bâvarân                 | Světlo v očích věřících ve spravedlnost         |
| بهمن فر ایمان ماست‎                  | Bahman, farre imâne mâst.                 | Bahman je vrchol naší víry.                     |
| پیامت ای امام، استقلال، آزادی‎       | Payâmat ey Emâm, esteqlâl, âzâdi,         | Tvoje sdělení, Ó imáme nezávislosti, svobody,   |
| نقش جان ماست‎                        | naqše jâne mâst.                          | je vtisknuto v našich duších.                   |
| شهیدان، پیچیده در گوش زمان فریادتان‎ | Šahidân, picide dar guše zamân faryâdetân | Ó mučedníci! Váš křik se ozývá v hlubinách času |
| پاینده مانی و جاودان‎                | Pâyande mâni o jâvedân                    | Trvalé, pokračující a věčné                     |
| جمهوری اسلامی ایران‎                 | Jomhuriye Eslâmiye Irân!                  | Islámské republiky Írán!                        |